# Alphonse Neyens
Alphonse Neyens (ur. 1886, zm. 1971) – luksemburski polityk, w latach 1918–1925 minister finansów Luksemburga.

## Życiorys
Urodził się w 1886 roku.
Swoją karierę polityczną związał z Rietspartei i z jej ramienia sprawował funkcje ministerialne.
28 sierpnia 1918 objął stanowisko ministra finansów w rządzie premiera Emile’a Reutera. Zastąpił Léona Kauffmana, a urząd sprawował również w drugim i trzecim rządzie Reutera, łącznie przez sześć i pół roku do 20 marca 1925, kiedy jego następcą został Etienne Schmit.
Zmarł w 1971 roku.